# Paria (Bolivia)
Paria es una localidad y un municipio de Bolivia, ubicado en la provincia de Cercado del departamento de Oruro. El pueblo de Paria fue la primera población fundada por los colonizadores españoles en el territorio de la actual Bolivia. La fundación fue realizada el 23 de enero de 1535 por el capitán Juan de Saavedra, por orden de Diego de Almagro.
El municipio está conformado por comunidades rurales, incluyendo: Paria, Soracachi, Iruma, Lequepalca, Thola Palca, Sepulturas y Huayna Pasto Grande. En el municipio hay gran cantidad de hablantes del idioma quechua.
Paria tiene una población de 106 habitantes y está situada a 23 km al noreste de la ciudad de Oruro, la capital departamental. Se encuentra en la meseta altiplánica de los Andes.
Su iglesia ha sido declarada un monumento nacional.
En sus cercanías se encuentra el "Lagarto", un cerro cuya forma asemeja a un inmenso lagarto, que junto con la "Víbora", el "Sapo" y el "Cóndor" son figuras de la mitología de los Urus y una de las figuras que se veneran en los días de carnaval, vestigios de religiones prehispánicas.

## Historia
Antes de su fundación durante la época de la colonia, en el lugar de Paria se encontraba un caserío poblado por una tribu denominada los "parias". Los incas usaron Paria como lugar de encuentro de donde los soldados de la Confederación Charcas partirían hacia Cuzco y más al norte, para participar en las campañas militares en los confines del norte del imperio incaico.

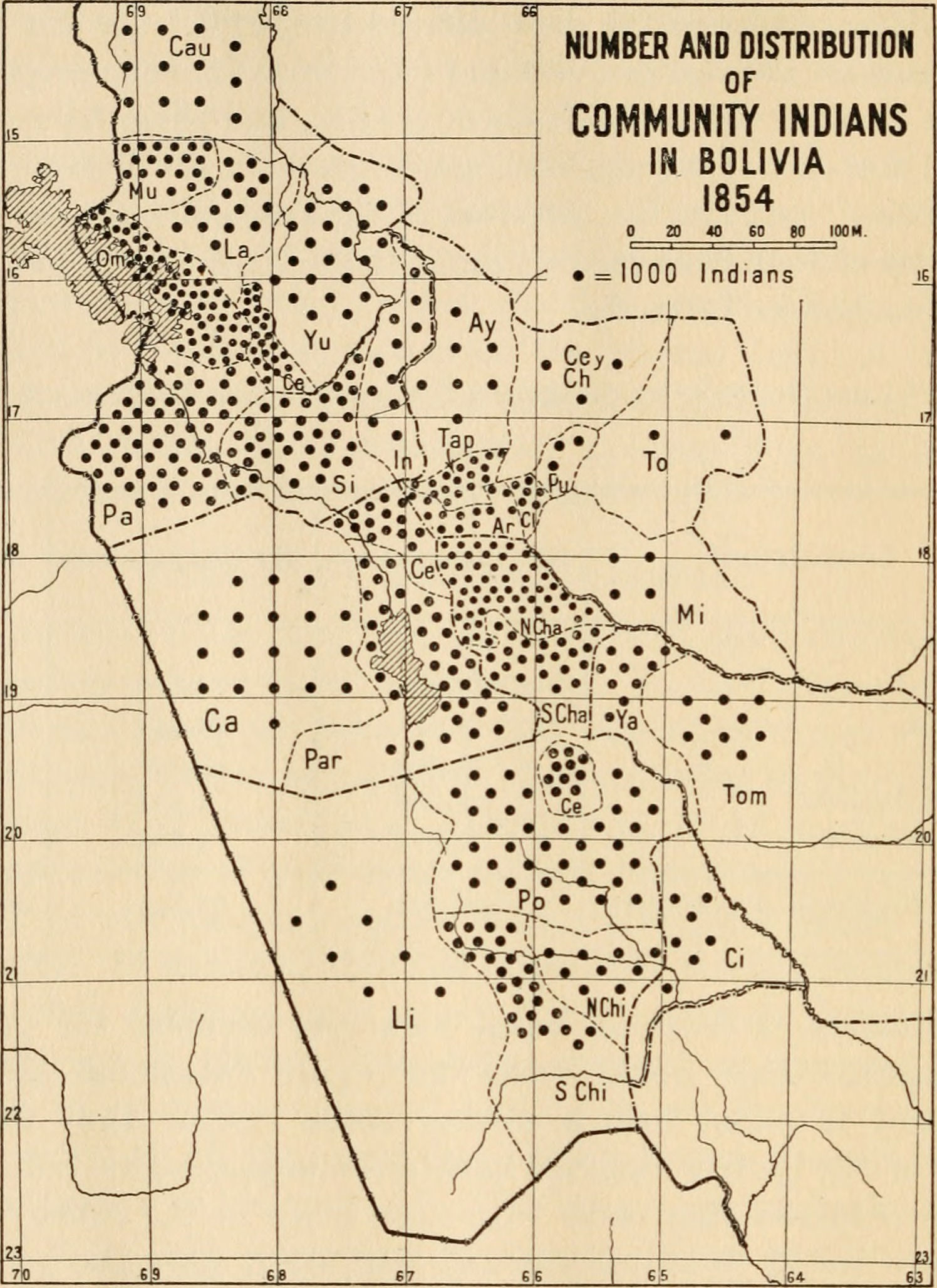
Las comunidades indígenas agrarias del altiplano boliviano año 1854, Los límites de las provincias se basan en el mapa oficial de Bolivia de Ondarza. Mujia, y Camacho; donde Par es Paria.

El 23 de enero de 1535, el capitán español Juan de Saavedra y Sevilla, durante la avanzada de Diego de Almagro, arribó a Paria la Vieja o la India. Él estaba acompañado por medio de millar de soldados peninsulares, un originario a manera de intérprete de nombre Huillac Huma y algunos curas agustinos para fundar el nuevo poblado. Una fuente afirma que Saavedra estaba acompañado por el príncipe inca Paullu Inca y el sumo sacerdote Vila Oma. Sin embargo, el nuevo 
Desde Paria Almagro continuó su viaje hasta Tupiza, donde Paullu Inca y Vila Oma lo estaban esperando para asegurar la conquista de Chile más adelante.
La sección municipal fue creada por Ley 2329 del 4 de febrero de 2002, en la presidencia de Jorge Quiroga Ramírez. En esta ley se estableció que la capital municipal estaría en la localidad de Soracachi.

## Geografía
Paria se encuentra en el extremo oriental del Altiplano boliviano frente a la cordillera de la Serranía de Sicasica.
El clima se caracteriza por un clima diurno típico, en el que las fluctuaciones de temperatura entre el día y la noche son mayores que entre las estaciones. La temperatura media anual en la región ronda los 10 °C, con medias mensuales que oscilan entre los 6 °C en junio/julio y los 14 °C en noviembre. La precipitación anual es baja con 400 mm, con una estación seca marcada de abril a noviembre con valores mensuales por debajo de los 20 mm, y una estación húmeda corta de diciembre a febrero con alrededor de 80 mm mensuales.

## Demografía
De acuerdo con el censo boliviano de 2024, la población del municipio de Paria es de 15 675 habitantes.
La población del municipio aumentó aproximadamente una cuarta parte entre 1992 y 2024:
| Año  | Habitantes (municipio) | Fuente |
| ---- | ---------------------- | ------ |
| 1992 | 12.603                 | Censo  |
| 2001 | 13.978                 | Censo  |
| 2012 | 12.788                 | Censo  |
| 2024 | 15.675                 | Censo  |

## Transporte
Paria se encuentra a 31 km por carretera al noreste de la ciudad de Oruro, la capital departamental.
Por Paria pasa la ruta nacional asfaltada Ruta 12, que se inicia en la localidad de Ocotavi, 17 kilómetros al norte, y va primero al sur por Soracachi, luego desde Oruro en dirección suroeste por Challacollo, Ancaravi, Huachacalla y Sabaya hasta Pisiga Bolívar en la frontera con Chile.
El término norte de la Ruta 12 se encuentra con la ruta troncal de la Ruta 4 en Ocotavi, que con una longitud de 1.657 kilómetros atraviesa Bolivia completamente de oeste a este, desde la Cordillera Occidental en la frontera con Chile hasta las tierras bajas en la frontera con Brasil. La vía atraviesa los departamentos de Oruro, La Paz, Cochabamba y Santa Cruz.